# 3-Nitrohlorobenzen
3-Nitrohlorobenzen je organsko jedinjenje sa formulom C6H4ClNO2. On je žuta kristalna čvrsta materija koja je važna kao prekurzor drugih jedinjenja usled prisustva dva reaktivna mesta na molekulu.

## Sinteza
Nitrohlorobenzen se tipično sintetiše nitracijom hlorobenzena u prisustvu sumporne kiseline:
C6H5Cl + HNO3 → O2NC6H4Cl + H2O
Ova reakcija proizvodi smešu izomera. Koristeći kiselinski odnos od 30/56/14, produkt smeše je tipično 34-36% 2-nitrohlorobenzena i 63-65% 4-nitrohlorobenzena, sa oko 1% 3-nitrohlorobenzena.
Pošto gornji sintetički put nije efikasan pristup sintezi 3-izomera, za njegovu sintezu se najčešće koristi hlorinacija nitrobenzena. Ta reakcja se mora izvoditi u prisustvu gvožđe(III) katalizatora na 33-45°C.